# Французско-эфиопские отношения
Французско-эфиопские отношения — двусторонние дипломатические отношения между Французской Республикой и Федеративной Демократической Республикой Эфиопия.

## История
В 1883 году французы прибыли на территорию современной Джибути и установили протекторат. Граница между французской колонией и Эфиопией не будет официально оформлена до 1897 года.
В 1902 году император Менелик II присутствовал на коронации Эдуарда VII как короля Соединенного Королевства и во время своего путешествия останавливался в Париже, Франция, где его приветствовало правительство. В 1907 году Менелик II подарил Франции самое большое посольство в мире площадью 106 акров. В 1917 году между Джибути и Аддис-Абебой была построена железная дорога.

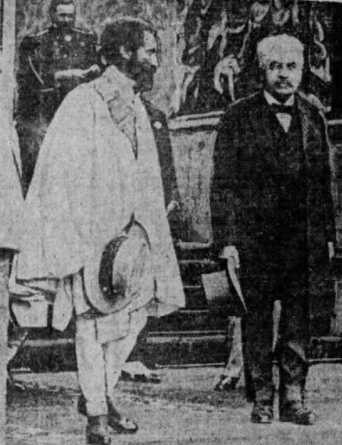
Император Хайле Селассие и президент Александр Мильеран

13 декабря 1906 года британцы, французы и итальянцы подписали Трёхсторонний договор об экономической деятельности в Эфиопии, а также регулировали продажу оружия эфиопам, у которых раньше его не было, с патрулированием Красного моря для обеспечения соблюдения правил оружия. В 1920 году французы попытались снять эмбарго на поставки оружия, но итальянцы и британцы отказались, хотя французы контрабандой провозили устаревшее оружие через французский Сомалиленд. В 1930 году три страны подписали ещё один договор, регулирующий продажу военной техники Эфиопии.
Во время Первой мировой войны Эфиопская империя оставалась нейтральной, но предпринимала попытки встать на сторону Союзников, которые были остановлены итальянцами. В 1918 году премьер-министр Франции Жорж Клемансо попросил премьер-министра Италии Витторио Эмануэле Орландо от имени Селассие принять 2000 эфиопских солдат для участия в войне, но Орландо отклонил это предложение.
28 сентября 1923 года Эфиопия была принята в Лигу Наций. Принц-регент Хайле Селассие совершил поездку по Европе, включая Францию, чтобы поблагодарить их за включение его страны в Лигу Наций и узнать о способах модернизации Эфиопии. 16 апреля 1924 года Селассие и тридцать девять человек покинули Аддис-Абебу поездом и 14 мая прибыли в Марсель, Франция. Два дня спустя он прибыл в Париж, где его встретили президент Александр Мильеран и премьер-министр Раймон Пуанкаре. Во время своего турне по Франции он наблюдал за военными учениями в Версале и вручил медали двум членам экипажа танка.
Перед Второй мировой войны Франция боролась за влияние над Эфиопией вместе с Британской империей и Королевством Италия.
В 2019 году президент Эммануэль Макрон посетил Эфиопию после того, как французы планировали направить Эфиопии экономическую помощь в размере 100 миллионов евро.